# Isao Satō
| 19310 Osawa            | 4 novembre 1996 |
| 26887 Tokyogiants      | 14 ottobre 1994 |
| 73827 Nakanohoshinokai | 12 gennaio 1996 |
| 90844 Todai            | 12 gennaio 1996 |
| 100267 JAXA            | 14 ottobre 1994 |
| 100483 NAOJ            | 30 ottobre 1996 |

Isao Satō (1963) è un astronomo giapponese.
Nel 1991 riuscì a compiere la prima osservazione fotografica di un'occultazione stellare compiuta da un asteroide, quella di γ Geminorum ad opera di 381 Myrrha.
Il Minor Planet Center gli accredita la scoperta di cinque asteroidi, effettuate tra il 1994 e il 1996, in collaborazione con Masanao Abe, Hiroshi Araki, Hideo Fukushima e Naotaka Yamamoto.
Gli è stato dedicato l'asteroide 6338 Isaosato.